# Эфендиев, Мустафа Мамед оглы
Мустафа Мамед оглы Эфендиев (азерб. Mustafa Məmməd oğlu Əfəndiyev; 15 января 1909, Даг Кесаман, Елизаветпольская губерния — ?) — советский азербайджанский агроном, Герой Социалистического Труда (1950). Заслуженный агроном Азербайджанской ССР.

## Биография
Родился 15 января 1909 года в селе Даг Кесаман Казахского уезда Елизаветпольской губернии (ныне — в Акстафинском районе Азербайджана).
В 1942—1959 годах — старший агроном в отделах сельского хозяйства Казахского и Шамхорского районов. С 1959 года — доцент Азербайджанского сельскохозяйственного института. В 1949 году получил в обслуживаемых колхозах урожай хлопка 29 центнеров с гектара на площади 2279 гектаров.
Указом Президиума Верховного Совета СССР от 12 июля 1950 года за получение высоких урожаев хлопка на поливных землях в 1949 год Эфендиеву Мустафе Мамед оглы присвоено звание Героя Социалистического Труда с вручением ордена Ленина и золотой медали «Серп и Молот».
Активно участвовал в общественной жизни Азербайджана. Член КПСС с 1945 года.